# Бърнеста мечка
Бърнестата мечка (Melursus ursinus) се среща в горите на цяла Индия (до подножието на Хималаите) и на остров Шри Ланка. 

## Описание и начин на живот
Тялото ѝ е дълго до 1,8 m, височина до 0,9 m и тежи до 136 кг. Козината ѝ е черна, дълга и на шията и плещите образува нещо като грива, а на гърдите – бял полукръгъл нагръдник. Муцуната е светлосива, удължена с подвижно рило, което заедно с удължаващите се устни и език може да се впива в термитниците и мравуняците за извличане на обитателите им. Ноктите са дълги, сърповидни, приспособени за катерене и разриване на земята при търсене на корени и термити. Активна е нощем. Ражда 1 – 2, рядко 3 малки. Те са големи, шумни и смъртоносни. Обичат да ядат термити, могат да нападнат цяла колония и да изядат до 10 000 термита, ако термитите влязат в носа им те затварят ноздрите си със специална ципа. Също така те не спят зимен сън. При нападане на човек хапят най-вече главата и лицето. Смята се за опасен опустошител на захарна тръстика и пчелини. Защитен вид.